# Gustaf Söderström
Gustaf Fredrik „Jotte” Söderström (ur. 25 listopada 1865 w Sztokholmie, zm. 12 listopada 1958 w Lidingö) – szwedzki przeciągacz liny i lekkoatleta.
Söderström wziął udział w Igrzyskach Olimpijskich w 1900 odbywających się w Paryżu. Zajął 6. miejsce w rzucie dyskiem i pchnięciu kulą. Był także na liście startowej konkurencji rzutu młotem, jednak nie przystąpił do zawodów. Jako członek drużyny mieszanej (duńsko-szwedzkiego zespołu) razem z Edgarem Aabye, Charlesem Wincklerem, Augustem Nilssonem, Eugenem Schmidtem i Karlem Gustafem Staafem startując przeciwko francuskiej drużynie w przeciąganiu liny zdobył złoty medal.
Był dwukrotnym mistrzem Szwecji zarówno w rzucie kulą (1897 i 1898), jak i w rzucie dyskiem (1898 i 1902). Jego wynik w rzucie dyskiem z 1897 − 38,70 m był nieoficjalnym rekordem świata. Pracował jako elektryk i mechanik w zakładzie wodociągowym. Jest starszym bratem lekkoatlety Bruno Söderströma, olimpijczyka z Londynu (1908).